# Cá voi mõm khoằm Hector
Mesoplodon hectori là một loài động vật có vú trong họ Ziphiidae, bộ Cetacea. Loài này được Gray mô tả năm 1871.